# Zail Singh
Giani Zail Singh, född 5 maj 1916 i byn Sandhwan i distriktet Faridkot, Punjab, död 25 december 1994 (i en trafikolycka) nära Kiratpur Sahib i distriktet Rupnagar i Punjab, var en indisk politiker (Kongresspartiet). Han var sikh. Han tjänstgjorde som Indiens president 1982-1987.

## Politisk karriär i urval
- Ledamot i Rajya Sabha från 1956
- Premiärminister i delstaten Punjab från 1972
- Federal inrikesminister 1980-1982
- Indiens president 1982-1987